# Alocasia macrorrhizos

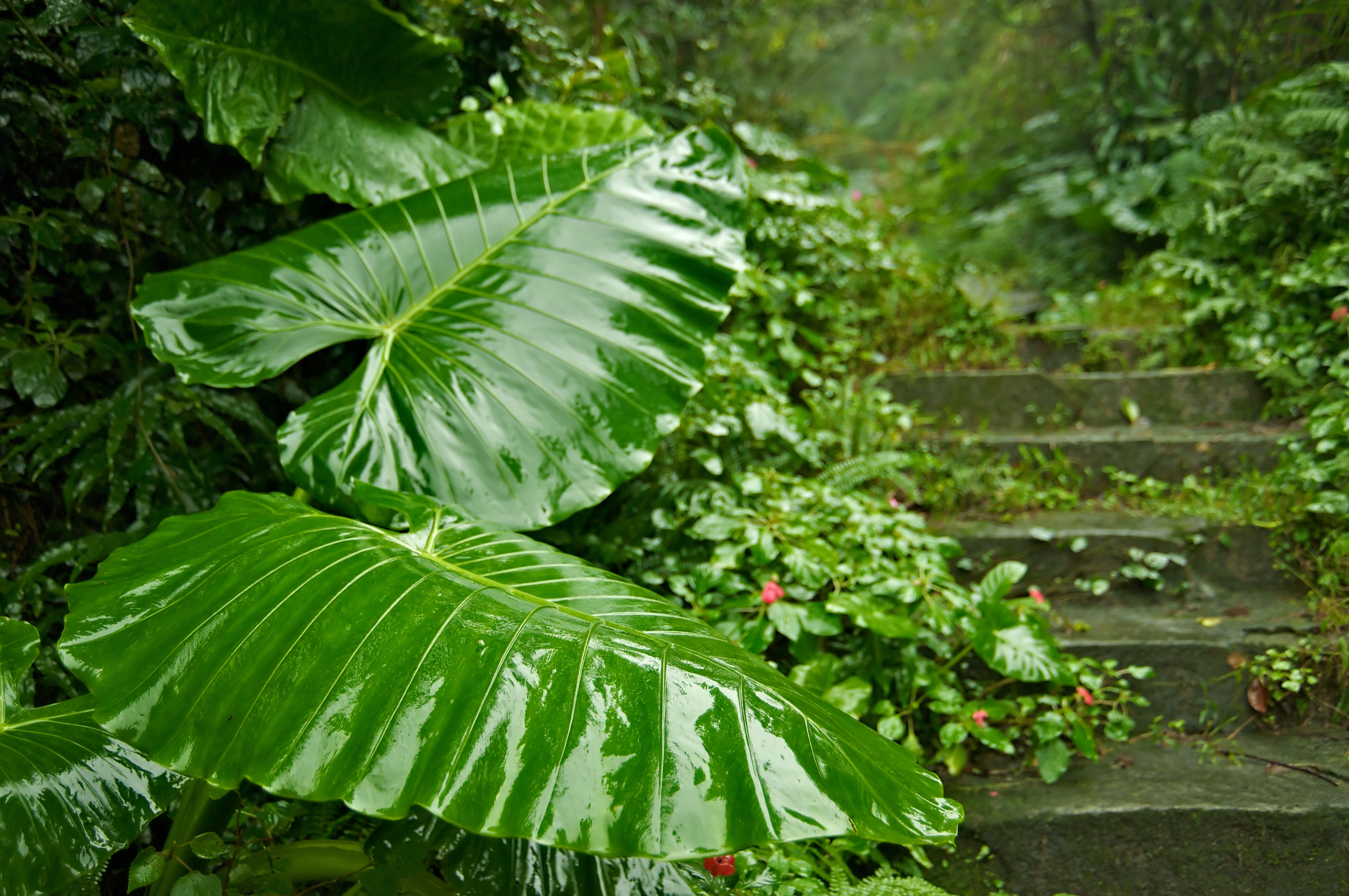
Vista de les fulles

Alocasia macrorrhizos (sinònim: Arum montanum) és una espècie de planta dins la família Araceae, és una planta nativa dels boscos tropicals plujosos des de Malàisia a Queensland i s'ha cultivat a les Illes del Pacífic i en altres llocs dels tròpics. És comestible si es cou durant molta estona però la seva saba irrita la pell pels cristalls d'oxalat de calci que conté.
A Espanya aquesta espècie es troba a la llista de plantes de venda regulada.